# عقدة الأخت ماري جوزيف
عقدة الأخت ماري جوزيف أو عقدة الممرضة ماري جوزيف (بالإنجليزية: Sister Mary Joseph nodule)‏ وتسمى أيضاً علامة الأخت ماري جوزيف (بالإنجليزية: Sister Mary Joseph sign)‏ وهي تشير إلى انتفاخ محسوس في السرة نتيجة انبعاثات من سرطانات خبيثة في الحوض أو البطن.
تشكل الأمراض الخبيثة في الجهاز الهضمي حوالي نصف المصادر الكامنة (سرطان المعدة هو الأكثر شيوعا، وسرطان القولون، و سرطان البنكرياس ومعضمها من ذيل أو جسم البنكرياس).) إن الرجال هم الأكثر عرضة للسرطانات الكامنة في الجهاز الهضمي، اما النساء فتمثل السرطانات 1 من كل 4 حالات (سرطان المبيض في المقاك الأول، وكذلك سرطان الرحم).
نادرا ما تنشأ العقيدات من سرطان الزائدة الدودية، و الورم البروتيني الكاذب، كما تسبب السرطانات الأولية الخبيثة نادرة التي تنشأ في الجهاز البولي أو الجهاز التنفسي انبعاثات سُرية. و ماتزال آلية وصول هذه الانعاثات إلى السرة غير معروف. فقد تنتشر مباشرة عبر الغشاء المبطن للبطن، أو عن طريق الأوعية الليمفاوية التي توجد بجانب الوريد السري المطموس، وقد تنتشر عن طريق الدم، أو عن طريق بقايا كل من الرباط المنجلي، أو الرباط السري المتوسط، أو بقايا القناة المحية. ارتبطت عقيدة الممرضة ماري جوزيف بانبعاثات متعددة في الغشاء المبطن للبطن وسوء التشخيص.

## التسمية
الممرضة ماري جوزيف ديمبسي (ولدت جوليا ديمبسي 1856 - 1939) كانت مساعدة للجراح لويليام مايو في مستشفى ماري في روشستر مينبسوتا من 1890 إلى 1915. انتبه مايو إلى هذه الظاهرة ونشر مقالة عن ذلك في عام 1938. وقد سميت بهذا الاسم في عام 1949 من قبل هاملتون بيلي.